# Tinum (Chacsinkín)
Tinum es una localidad del municipio de Chacsinkín en el estado de Yucatán, México.

## Toponimia
El nombre de Tinum, significa literalmente en lengua maya Allí, demasiado, o bien en demasía. Se deriva de los vocablos Tii, que significa allá (también como adverbio significa en o por); y Num que quiere decir, demasiado, abundancia.

## Hechos históricos
- En 1940 cambia su nombre de Tinum a Tinún.
- En 1990 cambia a Tinum.

## Demografía
Según el censo de 2005 realizado por el INEGI, la población de la localidad era de 0 habitantes.
| 2                           | 15 | 15 | 0 | 9 | 17 | ? | 0 | ? | 0 |
| (Fuente: INEGI [Consultar]) |    |    |   |   |    |   |   |   |   |